# جزه (بندر لنگه)
 جزه روستای کوچکی از توابع بخش شیبکوه شهرستان بندر لنگه در استان هرمزگان واقع در جنوب ایران است.
 جزه  بندر کوچکی است در کرانه خلیج فارس و در ۳ کیلومتری مشرق نخیلوه واقع شده‌است.

## محدوده جزه
از شمال ارمیله، از جنوب خلیج فارس، از مغرب نخیلوه، و از سمت مشرق به مکاحیل محدود می‌گردد.

## جمعیت
در دوران گذشته جمعیتش بیشتر از ۳۰۰ نفر بوده‌است، اما حالا ۵۰ نفر در آن زندگی می‌کنند. ساکنان این روستا اهل سنت و از پیروان امام محمد ادریس شافعی هستند.
دارای مسجد، مدرسه، خانه بهداشت می‌باشد.

## نژاد
مردم این روستا از نژاد عرب هستند وبزبان عربی تکلم می‌نمایند. همچنین بجانب زبان عربی گروهی از اهالی به زبان فارسی به گویش محلی نیز آشنائی دارند.

## پیشه
شغل اهالی صید، ماهی‌گیری و کشاورزی است.
حدود ۵۰۰ اصله نخل دیم و ۶۰ من زمین زیر کشت دیم دارد و در زمین‌های آن جو و گندم کشت می‌شود.